# Нью-Касл (Нью-Йорк)
Нью-Касл (англ. New Castle) — місто (англ. town) в США, в окрузі Вестчестер штату Нью-Йорк. Населення — 18 311 особа (2020).

## Демографія
Згідно з переписом 2010 року, у місті мешкало 17 569 осіб у 5786 домогосподарствах у складі 4931 родини. Було 6037 помешкань
Расовий склад населення:
| - 88,3 % — білих - 7,3 % — азіатів - 1,6 % — чорних або афроамериканців |

До двох чи більше рас належало 1,9 %. Частка іспаномовних становила 4,0 % від усіх жителів.
За віковим діапазоном населення розподілялося таким чином: 32,0 % — особи молодші 18 років, 56,6 % — особи у віці 18—64 років, 11,4 % — особи у віці 65 років та старші. Медіана віку мешканця становила 42,3 року. На 100 осіб жіночої статі у місті припадало 99,2 чоловіків;  на 100 жінок у віці від 18 років та старших — 93,9 чоловіків також старших 18 років.
Середній дохід на одне домашнє господарство  становив 300 864 долари США (медіана — 211 105), а середній дохід на одну сім'ю — 328 611 долар (медіана — 226 000). Медіана доходів становила 176 923 долари для чоловіків та 87 917 доларів для жінок. За межею бідності перебувало 2,0 % осіб, у тому числі 2,3 % дітей у віці до 18 років та 0,4 % осіб у віці 65 років та старших.
Цивільне працевлаштоване населення становило 8340 осіб. Основні галузі зайнятості: освіта, охорона здоров'я та соціальна допомога — 25,9 %, науковці, спеціалісти, менеджери — 22,4 %, фінанси, страхування та нерухомість — 18,5 %.